# 阜提努
阜提努（英語：Photinus）生活在3世紀的基督教祭司與神學家。他的神學主張被認為違反了三位一體教義遭判定為異端，流傳到後世的內容，都是由他的反對者所記錄下來。